# Anna Michailowna Syrjanowa
Anna Michailowna Syrjanowa (russisch Анна Михайловна Зырянова; englische Schreibweise Anna Zyryanova; * 11. März 2004) ist eine russische Tennisspielerin.

## Karriere
Syrjanowa spielt bisher vor allem bei Turnieren der ITF Women’s World Tennis Tour, wo sie bislang einen Titel im Einzel und sechs im Doppel gewinnen konnte.

### College Tennis
Syrjanowa spielt seit 2023 für das Damentennisteam der Wolfpack der North Carolina State University.

## Turniersiege

### Einzel
| Nr. | Datum         | Turnier | Kategorie | Belag | Finalgegnerin        | Ergebnis |
| --- | ------------- | ------- | --------- | ----- | -------------------- | -------- |
| 1.  | 11. Juni 2023 | Kočevje | ITF W15   | Sand  | Anastasia Iamachkine | 6:1, 6:4 |

### Doppel
| Nr. | Datum            | Turnier          | Kategorie | Belag | Partnerin             | Finalgegnerinnen                     | Ergebnis          |
| --- | ---------------- | ---------------- | --------- | ----- | --------------------- | ------------------------------------ | ----------------- |
| 1.  | 4. Juni 2022     | Čatež ob Savi    | ITF W15   | Sand  | Li Yu-yun             | Bianca Behúlová Katarína Kužmová     | 6:4, 7:5          |
| 2.  | 27. August 2022  | Wanfercée-Baulet | ITF W15   | Sand  | Polina Bachmutkina    | Marija Berhen Agustina Chlpac        | 6:4, 6:3          |
| 3.  | 3. Dezember 2022 | Antalya          | ITF W15   | Sand  | Li Yu-yun             | Xenija Laskutowa Alexandra Pospelowa | 3:6, 6:4, [10:7]  |
| 4.  | 2. Juni 2023     | Annenheim        | ITF W25   | Sand  | Amarissa Tóth         | Michaela Bayerlová Jenny Dürst       | 6:4, 2:6,[10:8]   |
| 5.  | 29. Juni 2024    | Tarvis           | ITF W35   | Sand  | Anastassija Suchotina | Živa Falkner Miriana Tona            | 7:63, 6:2         |
| 6.  | 7. Juni 2025     | Osijek           | ITF W15   | Sand  | Nikola Daubnerová     | Enola Chiesa Linda Ševčíková         | 7:63, 3:6, [10:4] |